# Эппель, Мартон
Мартон Эппель (венг. Eppel Márton; род. 26 октября 1991, Будапешт, Венгрия) — венгерский футболист, нападающий клуба «Варта». Выступал за национальную сборную Венгрии.

## Карьера

### Клубная карьера
26 апреля 2009 года Эппель провёл свой первый официальный матч в карьере: в игре чемпионата Венгрии против «Ньиредьхазы» он провёл на поле 72 минуты в майке МТК.
В августе 2011 года Эппель подписал контракт с нидерландским НЕКом.
В 2016 году перешёл в будапештский клуб «Гонвед». В мае 2017 года «Гонвед» впервые за 24 года стал чемпионом Венгрии, победный и единственный гол в последнем решающем 33-м туре преследователю «Видеотону» забил Мартон Эппель, который стал и лучшим бомбардиром чемпионата (16 голов).
2 июля 2018 года подписал контракт по схеме (1,5+1) с казахстанским клубом «Кайрат». В квалификации Лиги Европы 12 июля открыл счёт забитым голам в Андорре в ворота местного клуба «Энгордань» (3-0), а в домашнем матче забил андорцам покер (7-1). Забил ещё гол чешской «Сигме» (2:1, 0:2), в шести играх забил шесть голов, но в итоге команда выбыла из турнира. В чемпионате успел отыграть 13 игр, забил три гола и стал с командой серебряным призёром и обладателем Кубка Казахстана, хотя легионеры в Кубке не играли.
В 2019 сделал первый хет-трик сезона в Премьер-лиге, забив 14 июля в 18 туре три гола кызылординскому «Кайсару» (5-1).

### Карьера в сборной
5 июня 2017 года в матче против России Мартон Эппель дебютировал за национальную команду Венгрии. В этой игре он смог забить мяч, однако сделал это в свои ворота.

## Достижения
«Гонвед»
- Чемпион Венгрии: 2016/17
- Лучший бомбардир чемпионата Венгрии: 2016/17 (16 голов)

«Кайрат»
- Серебряный призёр чемпионата Казахстана: 2018
- Обладатель Кубка Казахстана: 2018